# William Collins Whitney
William Collins Whitney, född den 15 juli 1841 i Conway, Massachusetts, död den 2 februari 1904 i New York, var en amerikansk politiker och finansman. Han var son till James Scollay Whitney och bror till Henry Melville Whitney. Han blev far till Harry Payne Whitney.
Whitney, som var advokat i New York, tog framträdande del i stadens kommunala liv och inlade som sjöminister under Grover Clevelands första presidentskap 1885-1889 stor förtjänst om amerikanska flottan, särskilt genom att främja inhemsk pansarplåttillverkning. Whitney ogillade 1896 den demokratiske presidentkandidaten William Jennings Bryans agitation för "fritt silver" och stödde därför inte dennes kandidatur.